# Starodubskoje (obwód sachaliński)
Starodubskoje (ros. Стародубское) – wieś w Rosji, w obwodzie sachalińskim, w rejonie dolińskim. W 2010 liczyła 2341 mieszkańców.